# Aleksander Kwaśniewski
Aleksander Kwaśniewski ( [alεk'sandεr kʋaɕɲefskʲi] ?, født 15. november 1954 i Białogard) er en polsk politiker og var Polens præsident i årene 1995-2005.
- Wikimedia Commons har flere filer relateret til Aleksander Kwaśniewski

1. ↑  Navnet er anført på engelsk og stammer fra Wikidata hvor navnet endnu ikke findes på dansk.